# Hemyock Castle
Hemyock Castle er ruinen af en middelalderborg i landsbyen Hemyock, Devon, England.
Den blev opført af Sir William Asthorpe efter 1380 som en firkantet borg med tårn i hvert hjørne. I 1500-tallet var den gået i forfald og var en ruin, og efter at være blevet brugt igen under den engelske borgerkrig i midten af 1600-talelt blev den ødelagt.
I dag er der kun fragmetner af den opridnelige borg samt Castle House, der er et hus bygget inden for borgens murer i 1700-tallet, er blevet restaureret og funerer i dag som privat hjem. Den blev restaureret fra 1983 og fremefter.
Det er en listed building af anden grad og et scheduled monument.